# Великопучкомське сільське поселення
Великопучко́мське сільське поселення (рос. Большепучкомское сельское поселение) — муніципальне утворення у складі Удорського району Республіки Комі, Росія. Адміністративний центр — село Велика Пучкома.

## Населення
Населення — 119 осіб (2017, 197 у 2010, 378 у 2002, 595 у 1989).

## Склад
До складу поселення входять такі населені пункти:
| Населений пункт          | Населення, осіб (1989) | Населення, осіб (2002) | Населення, осіб (2010) |
| ------------------------ | ---------------------- | ---------------------- | ---------------------- |
| Велика Пучкома, село     | 364                    | 262                    | 153                    |
| Велике Острово, присілок | 43                     | 13                     | 6                      |
| Вильгорт, присілок       | 120                    | 82                     | 29                     |
| Кірік, присілок          | 29                     | 4                      | -                      |
| Мала Пучкома, присілок   | 25                     | 17                     | 9                      |
| Тойма, присілок          | 14                     | -                      | -                      |